# Valentin Kataev
Valentin Kataev (în rusă Валентин Петрович Катаев, în ucraineană Катаєв Валентин Петрович, n. 28 ianuarie 1897, Odessa, Imperiul Rus – d. 12 aprilie 1986, Moscova, RSFS Rusă, URSS) a fost un scriitor rus sovietic.
A aparținut grupării literare Poputciki.
În scrierile sale, descrie eroismul tinerilor în confruntarea cu situații excepționale (revoluție, război).
Probabil el a fost cel care le-a dat ideea romanului 12 scaune autorilor Evgheni Petrov (fratele său) și Ilia Ilf.

## Scrieri
- 1927: Delapidatorii ("Растратчики")
- 1928: Cuadratura cercului ("Квадратура круга")
- 1932: Timp înainte! ("Время, вперёд!")
- 1936: O pânză în depărtare ("Белеет парус одинокий")
- 1945: Fiul regimentului ("Сын полка")
- 1949: Pentru puterea sovietelor ("За власть Советов")
- 1967: Fântâna sacră ("Святой колодец").

## Cărți traduse în limba română
- 1954 - Valentin Kataev - Pentru puterea Sovietelor (Za Vlast Sovetov, 1949) (din ciclul Valurile Mării Negre), Editura Tineretului, București
- 1954 - Valentin Kataev - O pânză în depărtare (Beleiet parus odinoki, 1936) (din ciclul Valurile Mării Negre), Ilustrații de V. Goriaev, Editura Tineretului a C.C. al U.T.M.
- 1956 - Valentin Kataev - O pânză în depărtare, Editura Tineretului, București
- 1958 - Valentin Kataev - Timp înainte! (Vremia, vperiod!, 1932), Editura Cartea Rusă, București
- 1959 - Valentin Kataev - Livada din stepă (Хуторок в степи) (din ciclul Valurile Mării Negre), Editura Tineretului, București
- 1960 - Valentin Kataev - Fiul regimentului (Sîn polka, 1945), Editura Tineretului, București
- 1966 - Valentin Kataev - Vînt de iarnă, Traducerea de Tatiana Berindei, Editura Tineretului, București
- 1967 - Valentin Kataev - O pânză în depărtare, Editura Tineretului, București
- 1970 - Valentin Kataev - Iarba uitării (Trava zabvenia, 1966), Traducere de Renata Vasilescu-Albu, Editura Univers, București
- 1971 - Valentin Kataev - Delapidatorii (Rastratchiki, 1926), Editura pentru Literatură Universală,
- 1973 - Valentin Kataev - Insula Ehrendorf, Traducerea de Nadia Lovinescu, Colecția Meridiane, Editura Univers, București
- 1979 - Valentin Kataev - Cornul fermecat al lui Oberon, Traducerea de Natalia Radovici, Editura Univers, București
- 1980 - Valentin Kataev - Floarea curcubeului, Ilustrații de V. Losin, Traducere de Nina Gafița, Editura Ion Creangă